# Tympanophorinae
Tympanophorinae es una subfamilia de insectos ortópteros de la familia Tettigoniidae. Se encuentra en Oceanía y Brasil.

## Géneros
Según Orthoptera Species File (28 mars 2010):
- Tympanophora White, 1841
- Tympanotriba Piza, 1971